# Sotirios Kyrgiakos
Sotirios "Sotiris" Kyrgiakos (tiếng Hy Lạp: Σωτήρης Κυργιάκος) (sinh ngày 23 tháng 7 năm 1979 ở Trikala, Hy Lạp) là một cựu cầu thủ bóng đá người Hy Lạp.

## Sự nghiệp
Kyrgiakos bước chân vào sự nghiệp bóng đá ở một đội bóng địa phương, Thyella Megalochoriou. Thời gian đó không đủ dài để anh chứng tỏ.Đầu mùa giải 1996-1997 anh trở thành thành viên của lò đào tạo trẻ Panathinaikos.
Ở mùa giải 1999-2000 anh trở thành thành viên của Agios Nikolaos, một đội bóng ở giải hạng hai và được sở hữu bởi Lampros Maris người mà Sotirios coi như người cha thứ hai của mình. Anh thi đấu cho Agios Nikolaos trong 2 năm và năm 2001 anh tham gia vào chuyến tập huấn trước mùa giải ở OFI Crete. Trung vệ này bị chấn thương ngay trước trận đấu vòng loại thứ ba UEFA Champions League 2000-01 trước Slavia Praha và điều đó có nghĩa là anh phải trở về Panathinaikos  và trở thành thành viên trụ cột của đội hình chính thức.

### Rangers
Đến tháng 1, anh gia nhập Rangers theo bản hợp đồng cho mượn ở mùa giải 2004-05 với một điều khoản có thể ký hẳn vào cuối mùa.Cùng câu lạc bộ mới anh giành một cú đúp danh hiệu và cũng ghi 2 bàn trong trận tranh cúp quốc gia Scotland với Motherwell, trận này Rangers thắng 5-1.Anh sau đó đã không thành công trong việc thương lượng hợp đồng cùng Rangers và bắt đầu liên hệ với Everton, Portsmouth và Schalke 04 trướ khi ký vào bản hợp đồng gia hạn thêm 1 năm cùng Rangers, anh ghi một bàn thắng nổi tiếng trong trận tiếp FC Porto ở UEFA Champions League mùa giải năm đó. Anh bị thanh lý hợp đồng vào tháng 5 năm 2006 sau khi bản hợp đồng hết thời hạn.

### Eintracht Frankfurt
Vào tháng 6 năm 2006 Sotiris ký hợp đồng 2 năm cùng Eintracht Frankfurt.Trong mùa giải đầu tiên,anh trở thành cầu thủ được mến mộ bởi các fan với một số màn trình diễn tốt và một số bàn thắng giúp câu lạc bộ tránh bị xuống hạng.Trong mùa giải thứ hai cùng đội bóng với màn trình diễn còn tuyệt vời hơn anh giúp đội bóng về đích ở vị trí thứ 9.Vào ngày 1 tháng 7 năm 2008, sau khi bản hợp đồng 2 năm hết hiệu lực, Kyrgiakos quyết định không gia hạn hợp đồng với đội bóng Đức và trở thành cầu thủ tự do.

### AEK Athens
Vào ngày 1 tháng 8 năm 2008, Sotiris đồng ý ký hợp đồng 5 năm cùng AEK Athens.Sotiris Kyrgiakos cho biết được hưởng 1,6 triệu Euro mỗi năm.

### Liverpool
Vào ngày 21 tháng 8 năm 2009 anh ký bản hợp đồng 2 năm cùng Liverpool với mức giá 2 triệu bảng Anh, trở thành cầu thủ Hy Lạp đầu tiên đến Liverpool.Kyrgiakos sẽ đeo áo số 16 ở Anfield.

## Thi đấu quốc tế
Kyrgiakos có trận đấu đầu tiên cho đội tuyển quốc gia vào ngày 13 tháng 2 năm 2002 trong trận tiếp Thụy Điển và ghi bàn đầu tiên trong trận gặp Na Uy 1 năm sau tức vào ngày 13 tháng 2 năm 2003.Anh không may không thể dự vòng chung kết Euro 2004 do chấn thương, một chấn thương đầu gối sau khi va chạm cùng đồng đội ở Rangers Stefan Klos.Anh ghi 3 bàn ở vòng loại Euro 2008 và được triệu tập cho đội tuyển quốc gia ở vòng chung kết.
.

### Bàn thắng quốc tế
| #  | Ngày                | Địa điểm          | Đối thủ    | Bàn thắng | Kết quả | Giải đấu            |
| -- | ------------------- | ----------------- | ---------- | --------- | ------- | ------------------- |
| 1. | 13 tháng 2 năm 2003 | Heraklion, Hy Lạp | Na Uy      | 1-0       | Thắng   | Giao hữu            |
| 2. | 24 tháng 3 năm 2007 | Athens, Hy Lạp    | Thổ Nhĩ Kỳ | 1-4       | Thua    | Vòng loại Euro 2008 |
| 3. | 12 tháng 9 năm 2007 | Oslo, Na Uy       | Na Uy      | 2-2       | Hoà     | Vòng loại Euro 2008 |
| 4. | 12 tháng 9 năm 2007 | Oslo, Na Uy       | Na Uy      | 2-2       | Hoà     | Vòng loại Euro 2008 |

## Danh hiệu
Panathinaikos
- Giải vô địch quốc gia: 2004
- Cúp quốc gia: 2004

Rangers
- Giải bóng đá ngoại hạng Scotland: 2005
- Cúp quốc gia: 2005

AEK Athens
- Cúp bóng đá Hy Lạp: Về nhì năm 2009